# Рац (партия)
Движение за права гражданина и мир (ивр. התנועה לזכויות האזרח ולשלום‎) или РАЦ (ивр. רַ"ץ‎) — израильская леволиберальная политическая партия, существовавшая в 1973—1997 годах.
РАЦ, основанный в 1973 году, выступал против оккупации Израилем Западного берега реки Иордан и сектора Газа, за территориальные уступки как средство мирного окончания арабо-израильского конфликта и отделение религии от государства. Самостоятельная фракция РАЦ была представлена в кнессете с 8-го по 12-й созыв, затем войдя в левый блок «Мерец». Партия официально прекратила своё существование в феврале 1997 года.

## История
Движение за права гражданина было сформировано в 1973 году группой деятелей социалистической сионистской партии МАПАЙ во главе с Шуламит Алони. Хотя партия МАПАЙ в составе блока «Маарах» в это время возглавляла правящую в Израиле коалицию, Алони и её единомышленники выступали против политики, проводимой правительством на Западном берегу реки Иордан и в секторе Газа — на территориях, занятых в ходе Шестидневной войны, против нарушений гражданских прав арабских жителей этих территорий, за территориальные уступки как средство мирного разрешения арабо-израильского конфликта, а также за отделение религии от государства. При этом экономические позиции РАЦ, призывавшей поддерживать частную инициативу, были более правыми, чем у МАПАЙ. После присоединения к новой партии нескольких видных деятелей пацифистского движения «Шалом ахшав», получивших в её предвыборном списке места, считавшиеся реальными, она изменила название на Движение за права гражданина и мир.
На парламентских выборах 1973 года Движение за права гражданина получило три места в кнессете. По ходу каденции РАЦ объединился с либеральной партией «Шинуй» в общую фракцию «Яад», которая, однако, распалась ещё до окончания срока полномочий кнессета 8-го созыва. При этом РАЦ покинула депутат кнессета Марша Фридман, совместно с Арье Элиавом сформировавшая Социал-демократическую фракцию (позже Независимая социалистическая фракция). В это время происходила дальнейшая эволюция РАЦ влево в израильском политическом спектре. Изначально в программе партии говорилось о «защитных границах», что подразумевало сохранение части занятых в Шестидневной войне территорий, в 1975 году партия выступала против переговоров с Организацией освобождения Палестины, но уже к 1977 году её готовность к территориальным уступкам возросла, а в платформу были включены признание права палестинцев на национальное самоопределение и готовность к переговорам с любой палестинской организацией, признающей Израиль.
К моменту следующих парламентских выборов популярность РАЦ снизилась, и от этой партии в кнессет 9-го созыва прошла только Шуламит Алони. Ситуация не изменилась и на следующих выборах, однако вследствие Ливанской войны 1982 года пацифистские настроения в израильском обществе усилились, и идеология «территорий в обмен на мир» снова оказалась востребованной.
На выборах в кнессет 11-го созыва в 1984 году РАЦ получил три депутатских мандата. После выборов РАЦ по тактическим причинам присоединился в кнессете к фракции «Маарах», но в правительстве национального единства, сформированном Шимоном Пересом и Ицхаком Шамиром, не участвовал, оставаясь в составе левой оппозиции. По ходу срока полномочий кнессета 11-го созыва к фракции РАЦ присоединились сначала Йоси Сарид, покинувший партию «Авода», а затем Мордехай Виршувский из «Шинуя».
В конце срока полномочий кнессета 11-го созыва РАЦ покинул фракцию «Маарах» и на выборах снова выступал отдельным списком, сумев провести в кнессет пятерых депутатов — тех же, с которыми завершил предыдущую каденцию. В кнессете 12-го созыва фракция РАЦ снова оставалась в оппозиции. Перед парламентскими выборами 1992 года в Израиле был повышен до 1,5 % электоральный барьер, что поставило под сомнение шансы попадания в кнессет двух левосионистских партий МАПАМ и «Шинуй», представленных в кнессете 12-го созыва соответственно тремя и двумя депутатами. По предложению лидеров этих партий к выборам 1992 года был сформирован блок «Мерец», в который кроме них вошёл и РАЦ. Этот блок получил на выборах 12 депутатских мест и стал частью правительственной коалиции Ицхака Рабина. Двое депутатов от РАЦ (Алони и Сарид) получили в кабинете Рабина министерские портфели, возглавив министерство образования и культуры и министерство охраны окружающей среды.
В 1996 году по инициативе представителей РАЦ начался процесс преобразования блока «Мерец» в партию. Фракция РАЦ в кнессете официально прекратила своё существование в феврале 1997 года.

## Представительство в кнессете
| Состав кнессета | Депутаты                                                                             |
| --------------- | ------------------------------------------------------------------------------------ |
| 8               | Шуламит Алони, Боаз Моав, Марша Фридман                                              |
| 9               | Шуламит Алони                                                                        |
| 10              | Шуламит Алони                                                                        |
| 11              | Шуламит Алони, Мордехай Бар-Он/Деди Цукер, Ран Коэн, Мордехай Виршувский, Йоси Сарид |
| 12              | Шуламит Алони, Мордехай Виршувский, Ран Коэн, Йоси Сарид, Деди Цукер                 |

1. ↑  Марша Фридман вышла из блока «Яад», сформировав с Арье Элиавом Социал-демократическую фракцию
2. ↑  Давид (Деди) Цукер заменил Мордехая Бар-Она в кнессете по ходу срока полномочий
3. ↑  Йоси Сарид и Мордехай Виршувский перешли во фракцию «РАЦ» соответственно из «Маараха» в 1984 году и из «Шинуя» в 1987 году